# Station Hessisch Oldendorf
Station Hessisch Oldendorf (Bahnhof Hessisch Oldendorf) is een spoorwegstation in de Duitse plaats Hessisch Oldendorf, in de deelstaat Nedersaksen. Het station ligt aan de spoorlijn Elze - Löhne.

## Indeling
Het station heeft twee zijperrons, welke niet zijn overkapt maar voorzien van abri's. De perrons zijn verbonden via een overweg in de straat Münchhausenstraße. Het noorden van het station is er een parkeerterrein, fietsenstalling en een taxistandplaats. In de straat Münchhausenring bevindt zich de bushalte van het station.

## Verbindingen
De volgende treinserie doet het station Hessisch Oldendorf aan:
| Serie | Treinsoort                  | Route                                                                                       | Bijzonderheden                                          |
| ----- | --------------------------- | ------------------------------------------------------------------------------------------- | ------------------------------------------------------- |
| RB 77 | Regionalbahn (NordWestBahn) | Bünde (Westf) – Löhne (Westf) – Hessisch Oldendorf – Hamelen – Nordstemmen – Hildesheim Hbf | Weser-Bahn 1x per twee uur in het weekend Bünde - Löhne |